# Дрісс Лахрічі
Дрісс Лахрічі (2 грудня 1997) — марокканський плавець.
Учасник Олімпійських Ігор 2016 року.